# Кућа од воска (филм из 1953)
Кућа од воска (енгл. House of Wax) је амерички хорор филм из 1953. режисера Андреа де Тота, са Винсентом Прајсом, Филис Кирк, Френком Лавџојем, Чарлсом Бронсоном и Каролин Џонс у главним улогама. Познат је као комерцијално најуспешнији 3D филм свога времена. 2005. године добио је истоимени римејк, а и сам представља римејк филма из 1933. који носи назив Мистерија Музеја воштаних фигура, али без комичне црте коју је имао тај филм.
Након биоскопских премијера, Кућа од воска је постала хорор филм са највећом зарадом у историји и на првом месту се задржала све до 1960. када ју је престигао Хичкоков Психо.

## Радња
Професор Хенри Џерод је веома талентовани вајар воштаних фигура са којима се саживљава, као да су прави људи. Међутим, једне вечери, након што га двојица критичара исхвале, Метју Бурк, његов шеф, му предлаже да спале све фигуре, како би наплатили велике паре од осигурања, што он са гнушањем одбија. Када види да Џерод то никада неће прихватити, Бурк га ударцем у главу онесвести и спали са све музејом и фигурама.
Неколико година касније испоставља се да Џерод није мртав, али да су му руке поприлично изгореле у пожару те више није у могућности да поново створи своја дела. Због тога су му потребна људска тела, како би их прекрио воском и повратио све своје пријатеље из историје. Први на списку за убијање му је човек, који га је и спалио, Метју Бурк. Након што њега задави и прекрије воском, убија и његову вереницу, Кети Греј, која ће му послужити за поновно стварање Јованке Орлеанке. Ствари за Џерода почињу да се компликују када Кетина најбоља пријатељица, Су Ален, уочи да његова скулпура има превише сличности са Кети, али то њега не интересује толико, јер у њој проналази своју Марију Антонету, последњу и омиљену фигуру из његовог некадашњег музеја воска.

## Улоге
| Глумац        | Улога               |
| ------------- | ------------------- |
| Винсент Прајс | проф. Хенри Џерод   |
| Филис Кирк    | Су Ален             |
| Френк Лавџој  | поручник Том Бренан |
| Каролин Џонс  | Кети Греј           |
| Пол Пицерни   | Скот Ендрус         |
| Рој Робертс   | Метју Бурк          |
| Пол Каванаг   | Сидни Валес         |
| Дебс Грир     | официр Џим Шејн     |
| Чарлс Бронсон | Игор                |
| Ангела Кларк  | гђа Ендрус          |